# Índice Big Mac

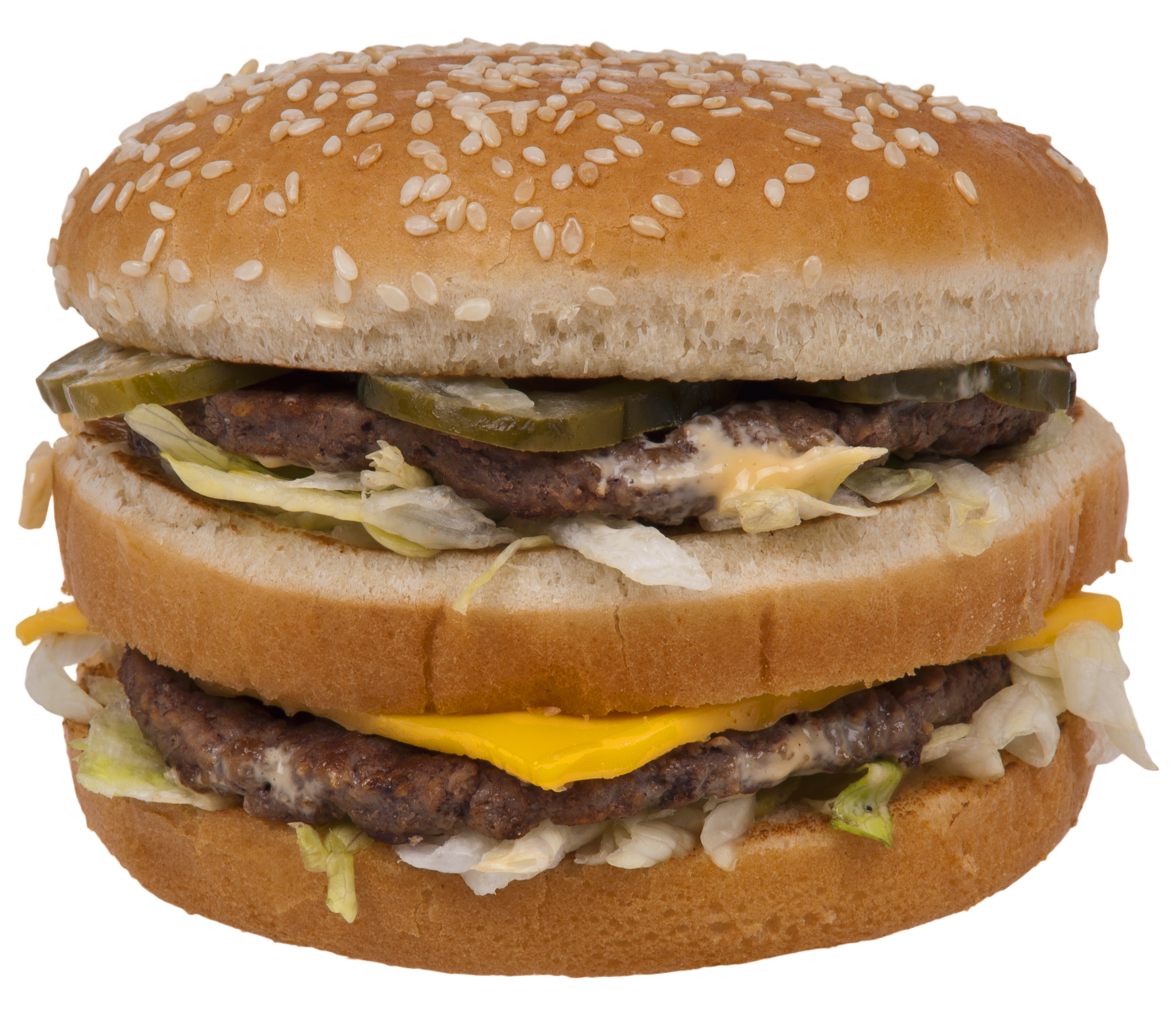
Um Big Mac do McDonald's

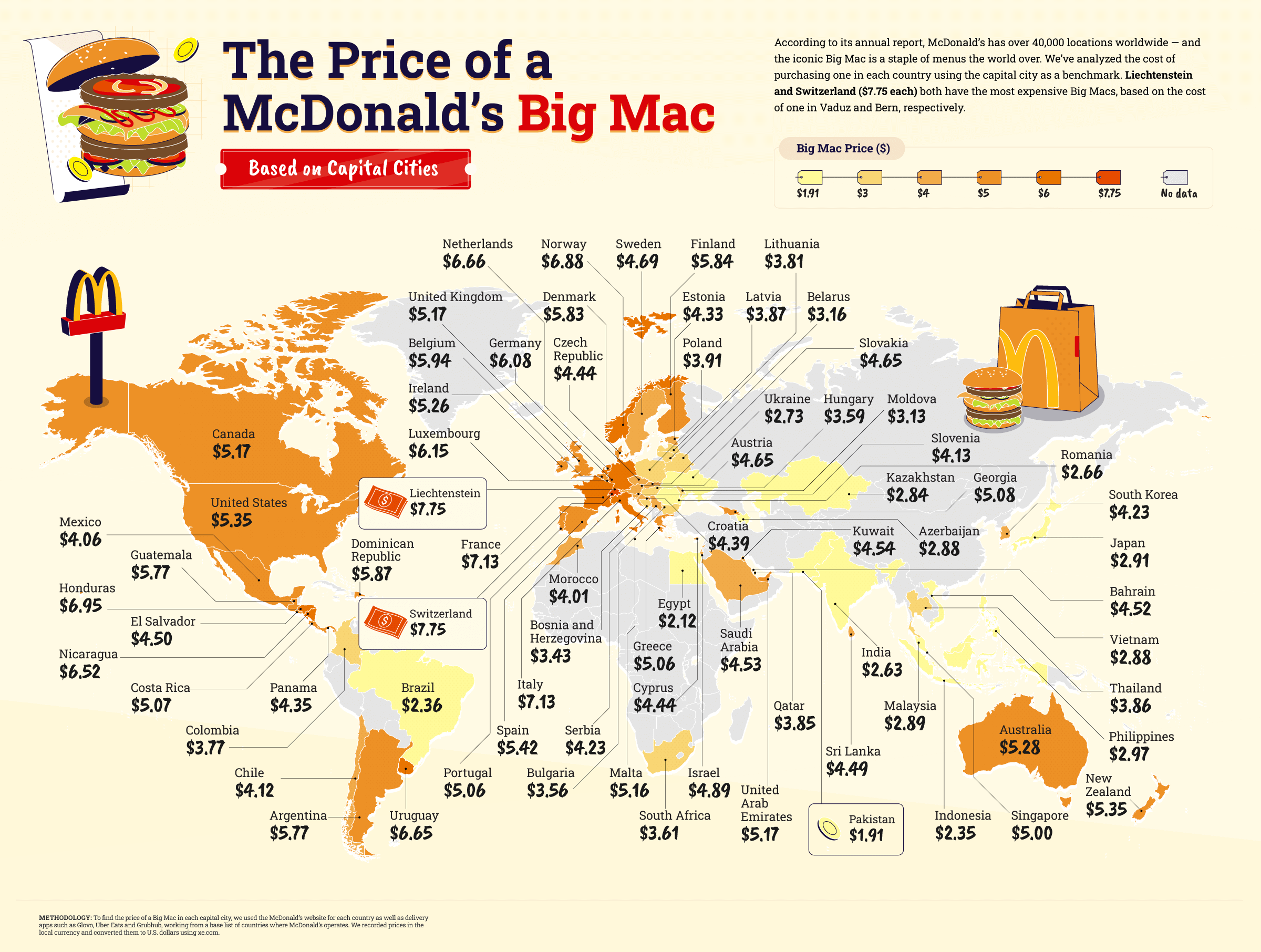
Índice Big Mac em novembro de 2022

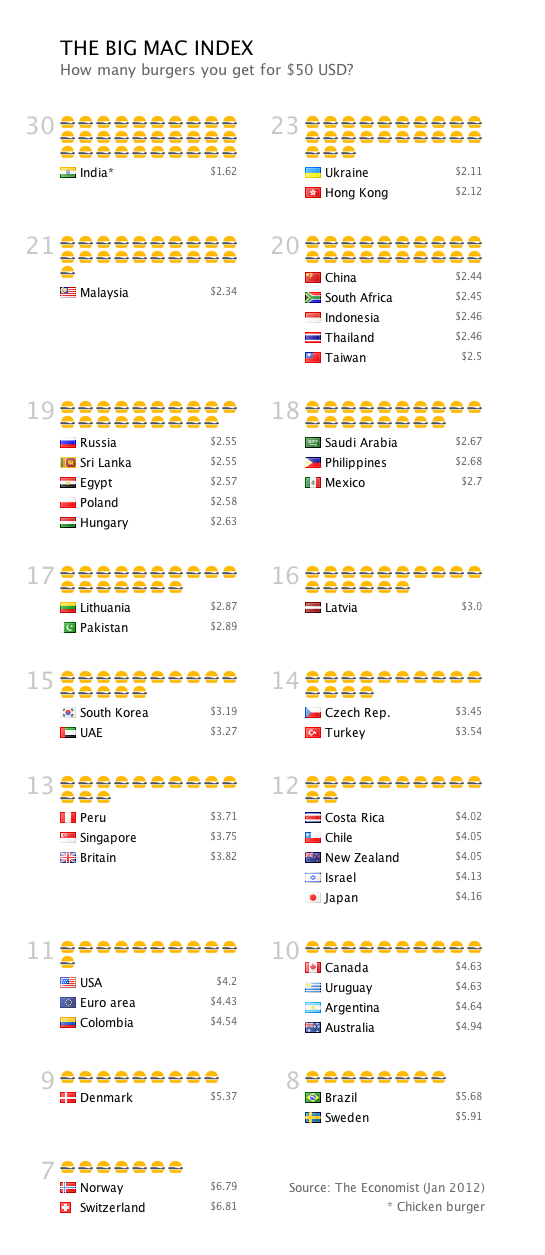
Quantos hambúrgueres você compra com 50 dólares? (janeiro de 2012)

O Índice Big Mac, oficialmente Big Mac Index, é um índice calculado sobre o preço do Big Mac, da cadeia de fast food McDonald's, em mais de cem países. Ele foi criado em 1986 pelo The Economist para explicar um conceito econômico chamado Paridade de Poder de Compra.

## Metodologia de cálculo
Pelo conceito de Paridade de Poder de Compra, a longo prazo o mercado de câmbio deveria se ajustar para que o valor de um dólar fosse equivalente em qualquer país. O princípio da teoria é que o Big Mac é feito com os mesmos ingredientes e quantidade de produtos em quase todos os lugares pesquisados. Se houvesse paridade, o preço de um Big Mac deveria ser o mesmo em todo o mundo em dólares. Por exemplo: se um sanduíche em determinado país for mais barato do que nos EU, a moeda está desvalorizada em relação ao dólar. Caso contrário, se o sanduíche for mais caro que nos EU, a moeda está valorizada.

## Dados Comparativos

### 2017
Em julho de 2017, segundo o UOL, o Brasil tinha o "quinto Big Mac mais caro do mundo", custando, na época, em dólares, US$ 5,10" (desconsiderando os EU na tabela).
| Mais caros     | Mais caros | Mais baratos  | Mais baratos |
| -------------- | ---------- | ------------- | ------------ |
| País           | Valor      | País          | Valor        |
| Suiça          | US$ 6,74   | Ucrânia       | US$ 1,70     |
| Noruega        | US$ 5,91   | Egito         | US$ 1,75     |
| Suécia         | US$ 5,82   | Malásia       | US$ 2,00     |
| Estados Unidos | US$ 5,30   | África do Sul | US$ 2,26     |
| Canadá         | US$ 5,26   |               |              |
| Brasil         | US$ 5,10   |               |              |

### 2020
No índice divulgado pelo website especializado em tomadas de preços, o Global Prices, em 27 de dezembro de 2020 o índice era:
| Mais caros     | Mais caros | Mais baratos | Mais baratos |
| -------------- | ---------- | ------------ | ------------ |
| País           | Valor      | País         | Valor        |
| Suiça          | US$ 7,33   | Peru         | US$ 1,71     |
| Noruega        | US$ 6,17   | Rússia       | US$ 1,82     |
| Canadá         | US$ 5,28   | Argentina    | US$ 2,05     |
| Estados Unidos | US$ 5,67   | Azerbaijão   | US$ 2,32     |
| Bélgica        | US$ 5,13   | Indonésia    | US$ 2,34     |

## Dados comparativos do Brasil
"O Brasil sempre figurou com um outlier, apresentando preço do hambúrguer de países desenvolvidos porém com renda de país pobres, explicou a InfoMoney em 2016.
Considerando que o valor do sanduíche em reais subiu cerca de 25% nos últimos anos, o indicativo do aumento da inflação e a perda no poder aquisitivo é visível.
O The Economist em julho de 2020 apontou que entre 2000 e 2020 o real havia se desvalorizado 31,5%.
| Ano           | Valor em dólar | Valor em real |
| ------------- | -------------- | ------------- |
| Julho de 2016 | 3,07           | 15,50         |
| Julho de 2017 | 3,11           | 16,50         |
| Julho de 2018 | 3,06           | 16,90         |
| Julho de 2019 | 3,04           | 17,50         |
| Julho de 2020 | 3,66           | 20,90         |

## Maiores valorizações e desvalorizações
Com base nos dados do The Economista em julho de 2020, considerando os anos 2000, as moedas que mais se valorizaram foram as da Suíça (20,9%), Líbano (4,2%) e Suécia (0,8%). Já as que mais se desvalorizaram foram as da África do Sul (67,4%), Rússia (66,5%) e Turquia, (64,3%).